# 多胞胎

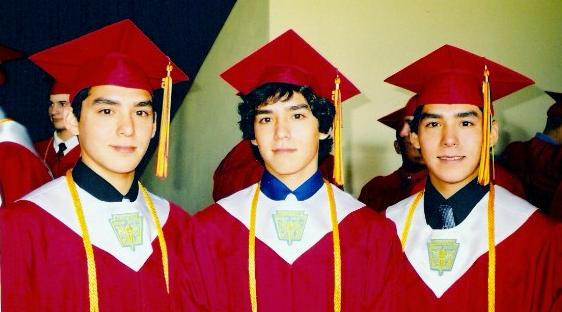
同卵三胞胎兄弟參加畢業典禮，同卵三胞胎非常罕見

多胞胎分娩是指在同一個妊娠的分娩中，產下二個或多個後代。所生的後代會稱為多胞胎。此一用語是用在脊椎动物上，大部份的哺乳類動物都有多胞產的情形，出現比例則依動物種類而不同。若是人的多胞胎，還會依多胞胎的個數有不同的名稱，例如雙胞胎、三胞胎等。若是人以外的動物，多胞胎會稱為同窩，動物的多胞胎比一次只生一胎要常見。不過人類的多胞胎比較少見，大型哺乳動物也少有多胞胎的情形。
多胞產有可能是因為由同一個受精卵分裂所產生的，這些受精卵在基因上是完全相同的，也有可能是多個卵子受精後產生的，這些受精卵在基因上不完全相同，也可能是上述二種的混合。若從一個受精卵所產生的多胞胎會稱為同卵多胞胎，會有相同的性別及類似的外貌，若多個受精卵所產生的多胞胎會稱為異卵多胞胎，性別和外貌可能會不同。
每一個受精的卵细胞（受精卵）可能會產生一個胚胎，或是產生二個或多個有相同基因的胚胎（同卵多胞胎）。同卵多胞胎會有相同的性別。

## 人類的多胞胎

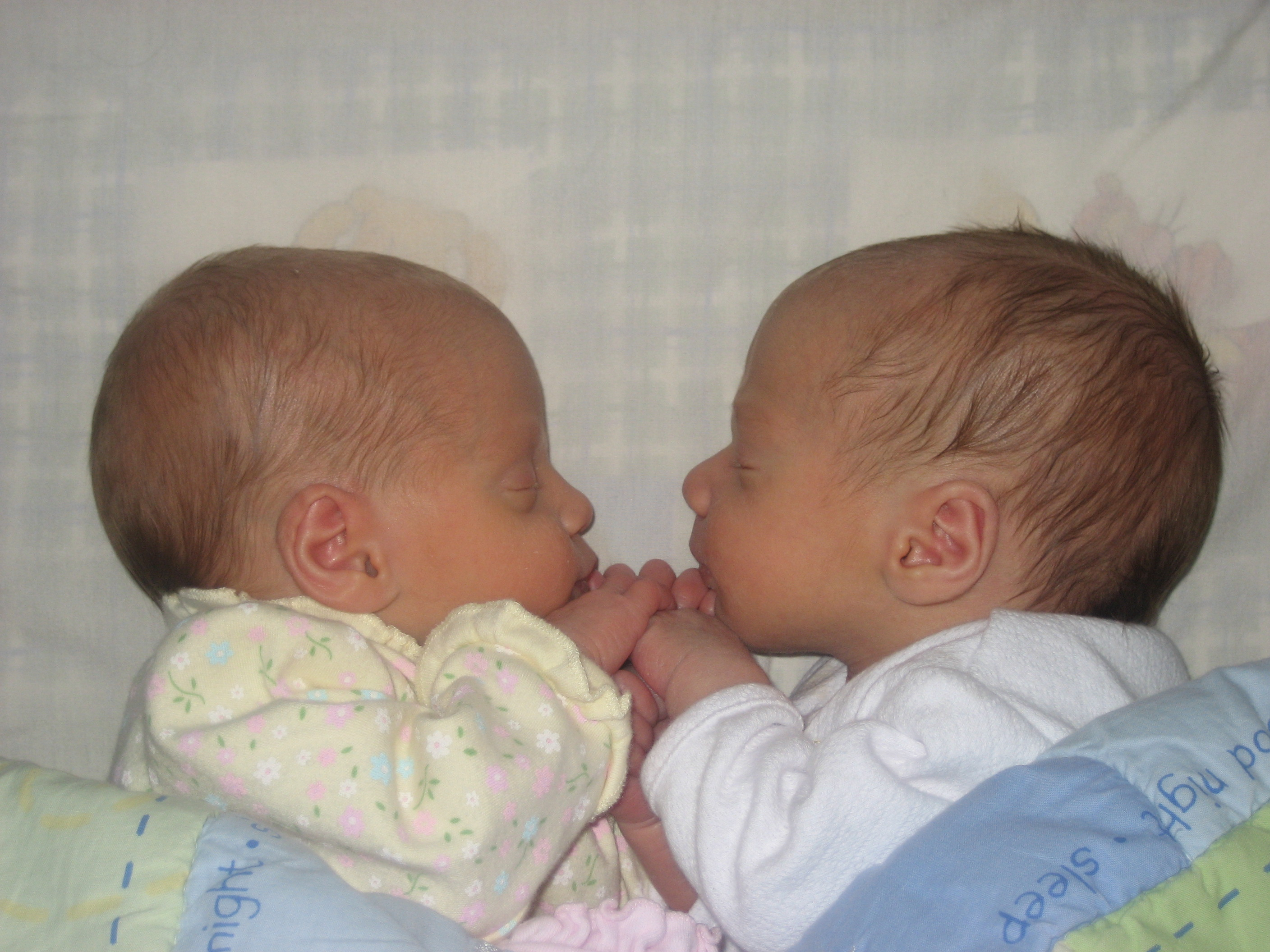
二週大的異卵雙胞胎

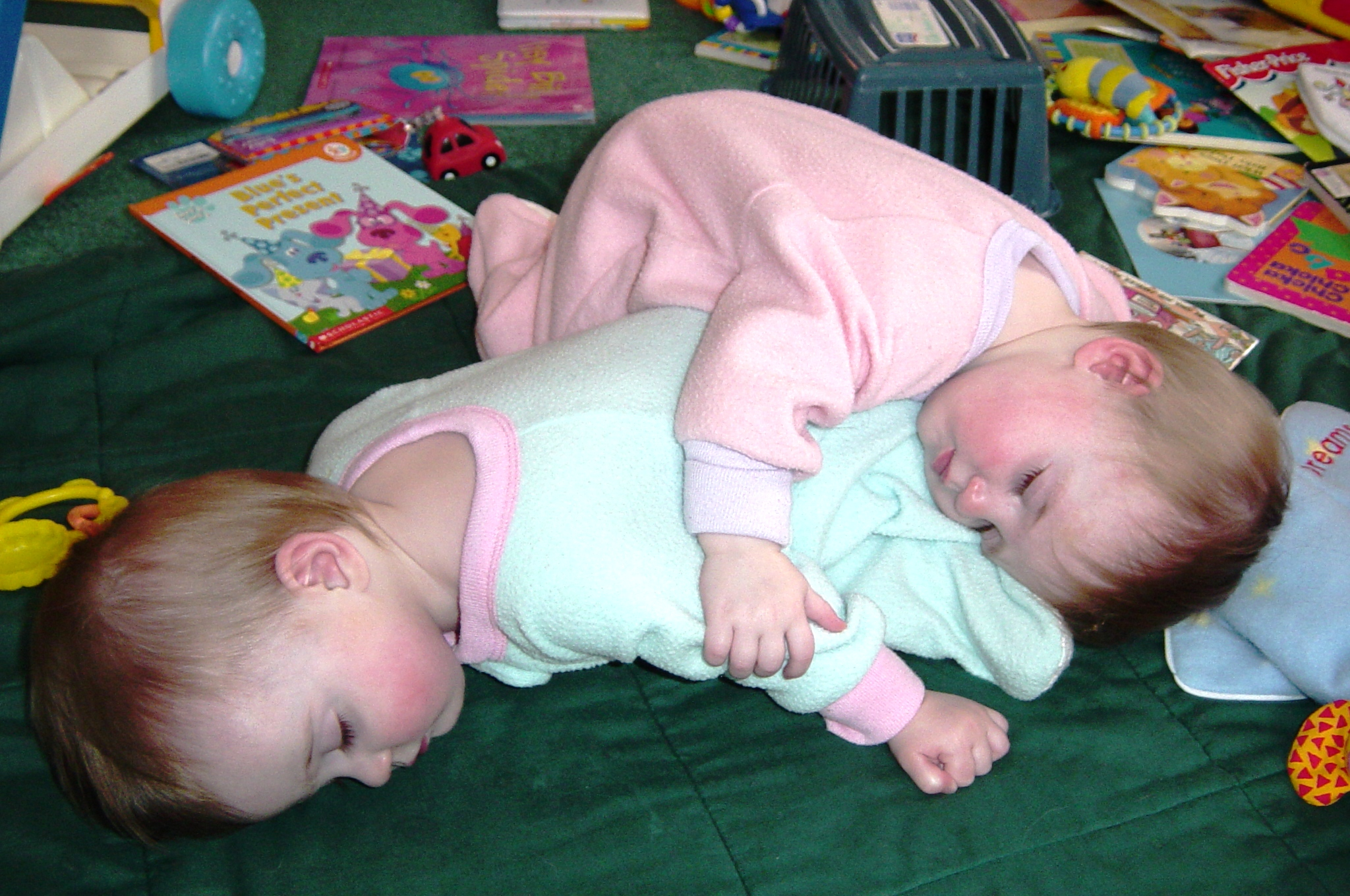
異卵雙胞胎姊妹在小睡。異卵雙胞胎是多胞胎中最常見的情形，每八十個孕婦中就有一個會產下異卵雙胞胎

人類平均懷孕的週數（孕齡減去二週），若是單一胚胎，會是38週。若是多胞胎，孕齡會減少。雙胞胎是36週，三胞胎是32週，四胞胎則是30週。隨著孕齡的減少，出生時未成熟的風險，以及之後生存相關的風險都會隨多胞胎的數量而增加。一直到二十世紀時的醫學技術才有分娩超過四胞胎，而胎兒都存活的例子。
最近的歷史也可以看出多胞胎比例的增加。美國2011年的統計，雙胞胎中有36%是因為輔助生育技術而受孕，三胞胎中則有78%和輔助生育技術有關。

### 雙胞胎
在人類的多胞胎中，雙胞胎是最常見的情形。根據美國疾病控制和預防中心的報告，每年3,900萬人分娩，其中超過132,000個雙胞胎，比例約3.4%（1/30）。若沒有接受生育治療，雙胞胎的比例約是1/60，若有接受生育治療，雙胞胎的比例會是20%至25%。
異卵雙胞胎和家族有關，不過男性不會影響其伴侶產下異卵雙胞胎的機率，就算其家族中有雙胞胎也是一樣。超排卵基因是有雙胞胎的原因，這只和胎兒的母親有關。不過男性雖然不會影響其伴侶產下雙胞胎的機率，可能會影響小孩產下雙胞胎的機率。若男性有超排卵基因，生了女兒，女兒就有超排卵基因，就可能會生下雙胞胎。
同卵雙胞胎和家族無關，這種雙胞胎是隨機的，是因為受精卵的分裂而造成的，因此所有的父母生下同卵雙胞胎的機率都是相同的。

### 三胞胎

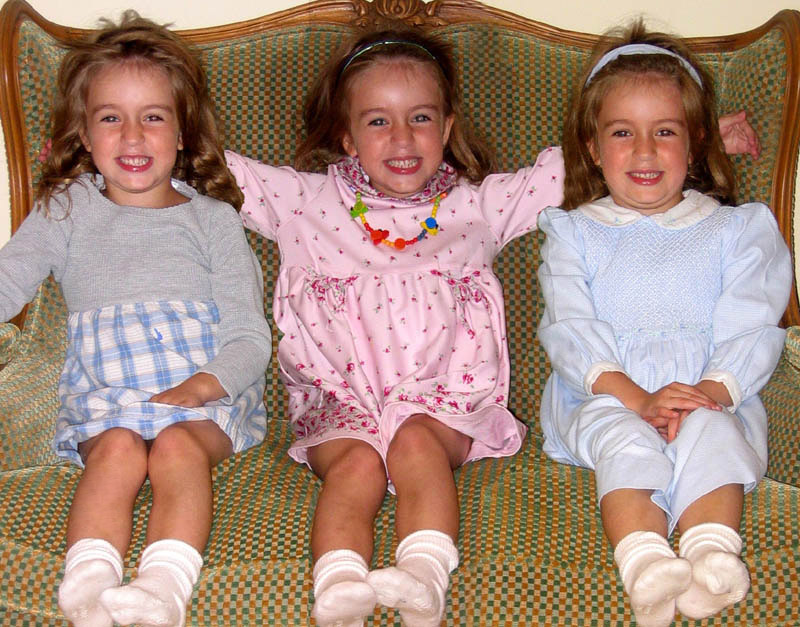
同卵三胞胎的三姊妹，是由一個受精卵分裂成為二個，其中一個受精卵又分裂成為二個而成

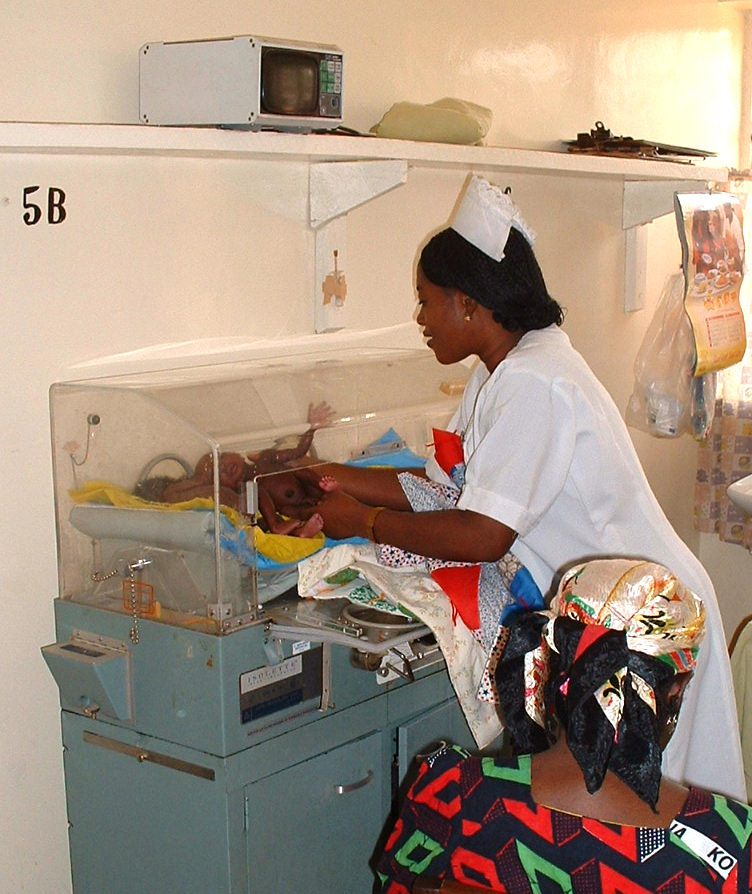
兒科的護理師在檢查保溫箱裡的三胞胎

三胞胎可能是同卵三胞胎、異卵三胞胎，或是有混合的情形。最常見的是嚴格異卵三胞胎，是指由三個卵子產生的三個受精卵，比較少見的是二合子妊娠，也就是有二個受精卵，其中的一個受精卵分裂，之後發育成二個基因相同的胚胎，另一個受精卵則發育成為一個胚胎。最少見的是同卵三胞胎，也就是都源自同一個受精卵的三胞胎，這是由於原來的一個受精卵分裂成為二個，其中一個受精卵又分裂成為二個而成。

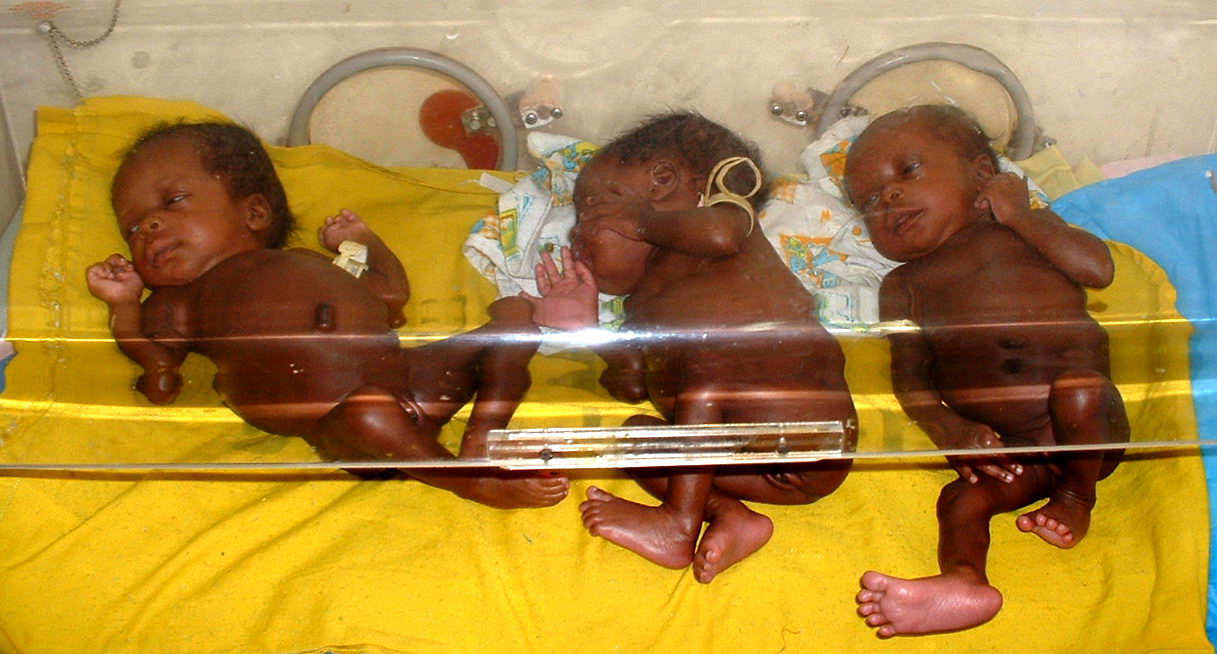
2004年3月29日在奈及利亞ECWA Evangel醫院中的三胞胎新生兒，放在保溫箱內

三胞胎的機率比雙胞胎低很多。根據美國疾病控制和預防中心的報告，每年3,900萬人分娩，只有4,300個三胞胎，比例約小於0.1%（1/1000）。依美国生殖医学学会的資料，三胞胎中只有十分之一是同卵三胞胎，佔總產婦的比例是1/10000。不過在2015年，美國有紀錄的同卵三胞胎只有4個，相當於百萬分之一。大巴爾的摩醫療中心產科主席Victor Khouzami對此表示：「沒有人確切的知道這種發生率的原因。」。
同卵三胞胎或四胞胎非常罕見，是因為原始的受精卵分裂成二個，而其中一個又分裂成二個（同卵三胞胎），或是又有另一個受精卵分裂成二個（同卵四胞胎）。同卵三胞胎的機率還不太清楚。新聞報導以及非科學組織的統計機率從六萬分之一到二億分之一不等。

### 四胞胎
四胞胎的比例又比雙胞胎或三胞胎要少。2007年全球有紀錄的四胞胎約有3556個。因為輔助生育技術的影響，四胞胎的比例開始增加。許多的四胞胎是其中有些同卵，有些異卵的混合四胞胎，例如四胞胎中的三個是同卵，和另外一個不同受精卵，或是有二個同卵，另外二個也同卵，或是有二個同卵，另外二個不同受精卵等。最出名的同卵四胞胎是Genain四胞胎，全部都患有精神分裂症。英國有時會將四胞胎稱為quads
。

### 五胞胎

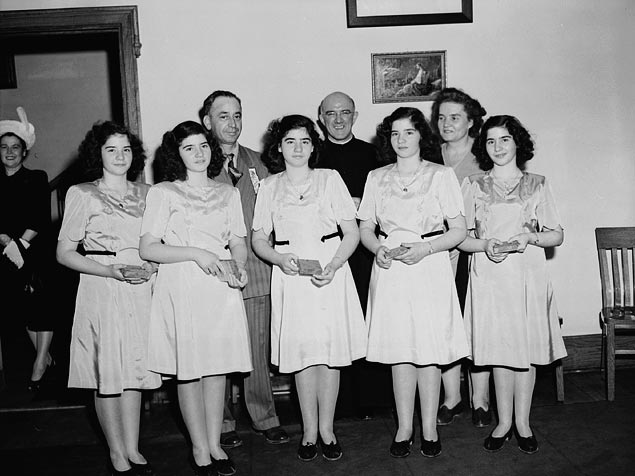
加拿大的Dionne五胞胎，1947年的照片，這是目前已知第一例全部都存活的五胞胎

五胞胎發生的機率是1/55,000,000。第一個有記錄五個都存活的五胞胎是加拿大的Dionne五胞胎，是女性的同卵五胞胎，在1934年出生。英國有時會將五胞胎稱為quins，北美則會稱為quints。電視劇《快樂五胞胎》中就有全部是女生的Busby五胞胎。

### 六胞胎
沃尔顿六胞胎是在1983年11月18日出生於英格兰的利物浦，是世界上已知第一例全部都存活的女性六胞胎，也是全世界第四例全部存活的六胞胎。另一個知名六胞胎的例子是賓州赫爾希鎮的戈斯林六胞胎在2004年5月10日出生。實境電視節目十口之家（Jon & Kate Plus 8）以及後來Kate Plus 8都是有關這六胞胎生活的節目。其他類似節目有Table for 12及甜蜜家庭:六胞胎。

### 人數更多的多胞胎
1997年時出生在愛荷華州德梅因的McCaughey七胞胎是目前已知唯一全部都存活的七胞胎。1998年德州的Chukwu八胞胎出生，而出生後有一名嬰兒死亡。2009年時，Suleman八胞胎在加州贝尔弗劳尔誕生。2019年時，Suleman八胞胎已經十歲了。Cisse九胞胎在2021年5月在摩洛哥誕生，母親是來自马里的Halima Cisse，當時25歲。

## 原因和發生率
自然懷孕有N胞胎的比例大約是1:89N−1（Hellin定律）或是1:80N−1。因此：
- 雙胞胎的比例是1:89（= 1.1%）或1:80（= 1.25%）
- 三胞胎的比例是1:892（= 1:7921，約0.013%）或1:802（= 1:6400）
- 四胞胎的比例是1:893（約0.000142%，約1:704,969）或1:803

北美的異卵雙胞胎發生率約是1/83，三雙胞胎發生率則是1/8000。美國2010年的資料是
- 雙胞胎，132,562例，比例3.31%
- 三胞胎，5,503例，比例0.14%
- 四胞胎，313例，比例0.0078%
- 五胞胎（及更多人數的多胞胎）37例，比例0.00092%

人類的多胞胎可能是自然發生（例如女性排卵不只一個，或是受精卵分裂成多個受精卵），也有可能是因為不孕治療的結果，例如體外人工受精（一般會植入數個胚胎）或是生育藥物（可能會使卵巢中一次分泌數個成熟的卵子）。
女性在生育時的年齡越大，越容易產生多胞胎，具體的原因還明確。有理論提出是因為女性年齡較大時，對促卵泡激素刺激的反應較慢，因此體內促卵泡激素濃度較高，較容易產生多胞胎。
在二十世紀後半，多胞胎的比例開始增加。加拿大從1979年至1999年，多胞胎的比例上昇了35%。在發明促卵泡激素藥物之前，三胞胎非常罕見（約1/8000），四胞胎或四胞胎以上的更少。其中許多多胞胎的比例增加可能是因為生育治療的影響，例如體外人工受精。比較年輕的夫妻接受生育治療，包括人工的促卵泡激素，以及之後的子宮內授精，多胞胎的機率更高。
以下是一些增加多胞胎機率的因素：

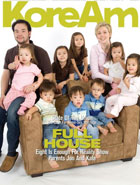
戈斯林六胞胎以及他們的父母和姊妹，在《KoreAm》雜誌2008年5月的封面

- 女性年齡：35歲以上的女性產生多胞胎的機率比較年輕的女性要高[28]
- 女性使用生育藥物（英语：fertility drug）：接受生育治療（例如體外受精）的女性，有35%的機率會產下多胞胎。

生育藥物使用比例的增加使得多胞胎比率的增加。多胞胎也越來越常被人注意到。2004年時賓州的戈斯林夫婦Kate和Jon有了六胞胎的小孩，其生活成為電視劇十口之家（Jon & Kate Plus 8），在夫婦離婚後，電視劇改成Kate Plus 8，曾經是《TLC頻道》收視率最高的節目。

## 相關風險

### 早產及體重過輕
多胞胎的嬰兒早產的比例比非多胞胎的要高。雙胞胎早產的比率是51%，三胞胎則是91%，非多胞胎的早產比率則是9.4%。若考慮早期早產，雙胞胎的比率是14%，三胞胎則是41%，非多胞胎的比率只有1.7%。
截至2015年為止的研究，還找不到避免多胞胎早產的方式。若是非多胞胎的產婦，可以用betamimetics的藥物來使子宮肌肉放鬆，延遲分娩的時間延。給予betamimetics藥物也可以有多一些的時間使用類固醇、幫忙胎兒肺部發育，或是將產婦轉送到有特殊早產護理單位的醫院。
不過有關多胞胎的產婦是否要給予口服betamimetics藥物以降低早產風險，目前還沒有足夠證據確定要或是不要。有些研究中，betamimetic有降低雙胞胎產婦早產的機率，但樣本數量過低，無法形成有力的結論。利用子宮頸環紮術來避免早產的作法也不確定對多胞胎是否有效，原因仍然是因研究樣本太少。
多胞胎的早產也導致其出生体重過輕。
加拿大安大略省密西沙加的Kupresak三胞胎可能是例外，在2008年出生時的總體重是17磅, 2.7盎司，創下了世界記錄。

### 腦性麻痺
多胞胎的腦性麻痺的機率比非多胞胎要高。西北英格蘭活產的非多胞胎中，每1000名中有2.3名有腦性麻痺，雙胞胎則是每千名中有13名，三胞胎則是每千名中有45名。這可能是早產和體重過低的副作用。

### 不完全分離
多胞胎可能是單絨毛膜，共用同一個絨毛膜，可能會有双胎输血综合征。單絨毛膜多胞胎甚至可能是單羊膜囊，共用同一個羊膜囊，有臍帶受壓或臍帶繞頸的風險。偶爾也有連體雙胞胎，這會損害內部器官的功能。

### 死亡率（死胎）
多胞胎的死亡率較高。多胞胎中出現死胎的比率較高，有關多胞胎的文獻回顧有提到一個針對一組八胞胎、一組七胞胎、二組六胞胎、八組五胞胎、17組四胞胎、228組三胞胎的研究。在研究中，Hammond發現三胞胎的平均孕齡是33.4週，四胞胎的平均孕齡是31週。死胎多半是發生在分娩前3至5週。
雖然多胞胎死胎的風險較高，還沒有足夠的證據可以證實多胞胎的死亡率是否比非多胞胎要高。

### 在IVF過程中避免多胞胎
現今許多的多胞胎是因為體外人工受精（IVF）的結果。1997年研究2,173個進行體外人工受精（IVF）後進行的胚胎移植，其中34%成功懷孕。整體多胞胎的比例是31.3%（雙胞胎24.7%，三胞胎5.8%，四胞胎.08%）。因為體外人工受精產下多胞胎的比例較高，已設法減少產生多胞胎的機率（特別是三胞胎或更多數量的多胞胎）。醫護人事的作法是在胚胎移植時，限制胚胎的數量為一個或兩個，以降低孕婦和胎兒的風險。
胚胎移植時移植胚胎的理想數量，和產婦的年齡，第幾次進行體外人工受精，以及是否有高品質的胚胎有關。依照英國國家健康與照顧卓越研究院（NICE）2013年的指南，移植胚胎的數量可以參考下表：
| 年齡     | 體外人工受精次數 | 移植的胚胎數                  |
| -------- | ---------------- | ----------------------------- |
| 小於37歲 | 第1次            | 1個                           |
| 小於37歲 | 第2次            | 若有高品質的胚胎，建議只要1個 |
| 小於37歲 | 第3次            | 不要超過2個                   |
| 37至39歲 | 第1次和第2次     | 若有高品質的胚胎，建議只要1個 |
| 37至39歲 | 第1次和第2次     | 若沒有高品質的胚胎，2個       |
| 37至39歲 | 第3次            | 不要超過2個                   |
| 40至42歲 |                  | 2個                           |

另外，若有優質囊胚的話，建議只移植一個胚胎。

## 管理
多胞胎產婦臥床休息不太會降低早產的機率，因此除了學術研究外，不太建議此一作法。

### 選擇性減胎
選擇性減胎是針對多胞胎的胎兒，減少胎兒數量的手術，也稱為「多胞胎減少」（multifetal reduction）。
手術一般需要二天的時間，第一天會選擇要除去哪個胎兒，第二天則是正式的手術，會在有超音波影像監控的情形下，將氯化钾注入要除去胎兒的心臟。手術的風險包括流血（因此需要輸血）、子宮破裂、胎盤滯留、感染、其他胎兒的流產、以及早期羊膜囊破裂。這些風險都非常低。而選擇性減胎仍是一種人工流产，因此也有道德上的爭議，爭議包括人工流产本身，以及選擇一個胚胎終止其生命的過程以及選擇的原因。
選擇性減胎技術是在1980年代中期開始發展的，當時從事輔助生育領域的人已經發現此技術會增加多胞胎的可能，為孕婦和胎兒增加風險。

### 懷孕時的護理
多胞胎的產婦出現其他併發症的風險較高，因此產檢的頻率也會比較密集。不過還沒有根據可以說明比較密集產檢的多胞胎產婦，是否會比依原來頻率產檢的多胞胎產婦比較不容易早產。

### 營養
針對多胞胎妊娠，早產是其中的一項風險，因此有建議孕婦需進行高鈣質飲食，以增加胎兒的體重。不過相關證據還無法支持此一建議，因為還不確定高鈣質飲食的長期影響。

### 剖宮產或是自然分娩
2013年的一項研究，針對25個國家的106個醫療院所，其結論是雙胞胎妊娠若孕齡在32週到38週6天，雙胞胎中的第一個是头先露，計劃剖宫产或是自然分娩，對周產期死亡或嚴重新生兒身心障礙不會有顯著的影響。此研究，計劃進行自然分娩的女性中，有44%因為像是妊娠併發症等未預期因素，最後還是進行剖宮產。估計2008年美國的雙胞胎妊娠中，有75%是剖宮產。比較起來，一般妊娠的剖宮產比例約在14%至40%之間。
胎位（胎兒在子宮中的方向）會決定要用剖宫产或是自然分娩來生產。有個針對高品質研究的文獻回顧指出，若雙胞胎中第一個出生（在子宮較下方的）的胎兒是頭朝下的胎位，沒有證據顯示對產婦或是嬰兒而言，剖宮產會比自然分娩要安全。
單羊膜囊雙胞胎（同卵雙胞胎，且共用羊膜囊）的併發症風險會比有各自羊膜囊的雙胞胎要高。有關是否要提早進行剖宮產，或是等自然分娩後，再檢查嬰兒的狀況，目前的證據也還不足。這類雙胞胎的出生方式需要由孕婦和她的家人一起決定，並且將新生兒的良好照顧也納入考量。
若第一個出現的胎兒不是头先露，需要以剖宮產方式分娩。

### 新生兒加護病房
多胞胎一般會在出生後立即送到新生兒加護病房。目前已確認了1992年至1996年的三胞胎接生的數據，以確認新生兒的統計資訊。Kaufman檢查了五年的檔案後發現，55個三胞胎分娩，共165個嬰兒，其中有149個是出生後就進入新生兒加護病房。

## 社會和文化

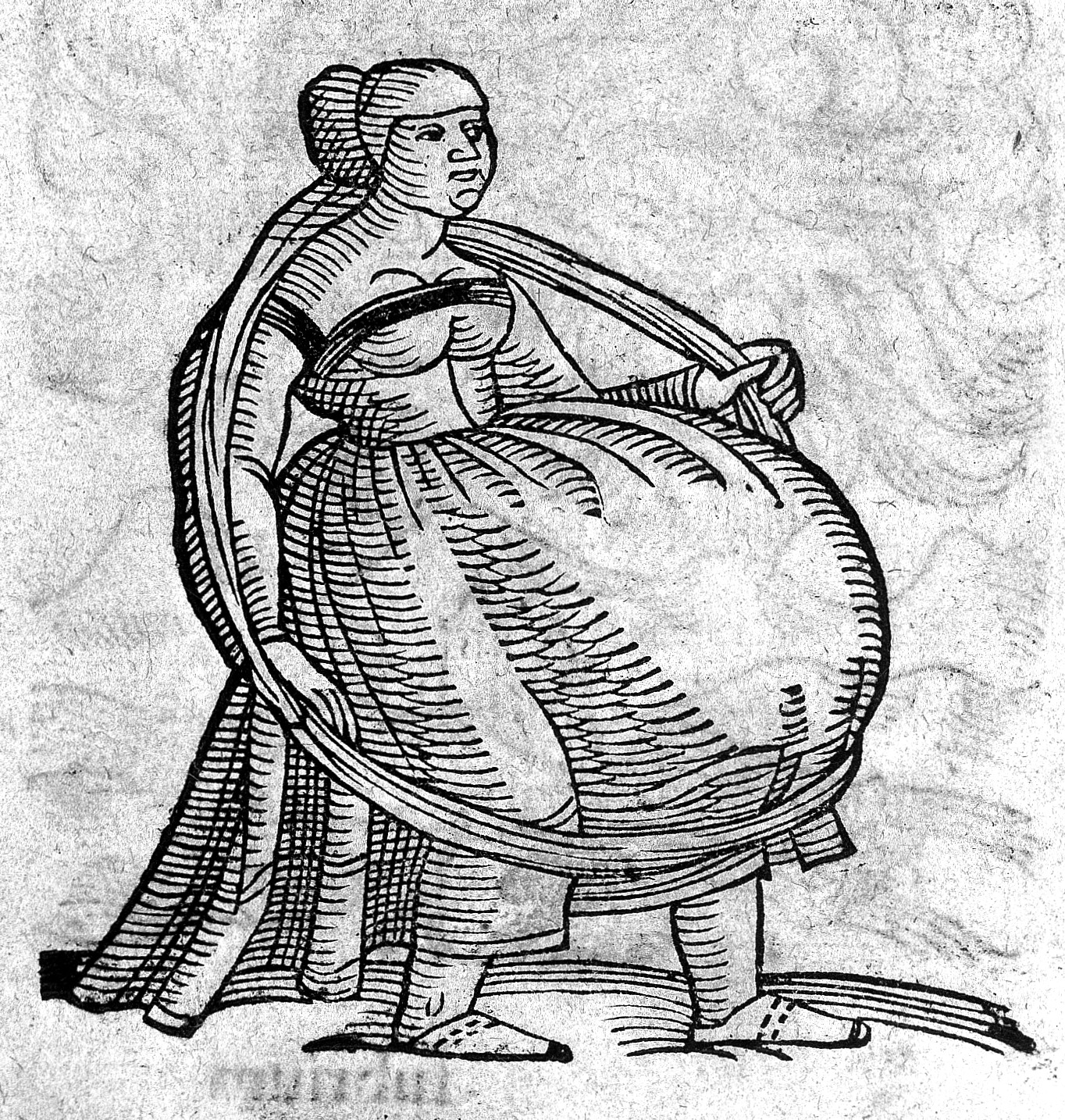
懷了9個或11個胎兒的孕婦《Prodigiorum ac ostentorum chronicon》，1557年

### 保險覆蓋率
美國醫療保健研究和質量局的研究指出，在2011年，美國以私人保險支付的懷孕女性年齡比聯邦醫療補助（Medicaid）支付的要高，前者多胞胎機率也比較高。

### 文化考量
有些文化會對多胞胎有特別的想法，認為是好的，或是不好的。
瑪雅文明認為多胞胎是祝福，對二個人身體看起來相似的事有許多的幻想，瑪雅文明曾經認為雙胞胎是一個靈魂分成兩半而成。
傳說中，古羅馬是由雙胞胎罗慕路斯与雷穆斯所建立，因此雙胞胎的男孩是幸運的，但雙胞胎的女孩代表要在相近時間預備二份高昂的嫁妆，因此認為是不幸的負擔。

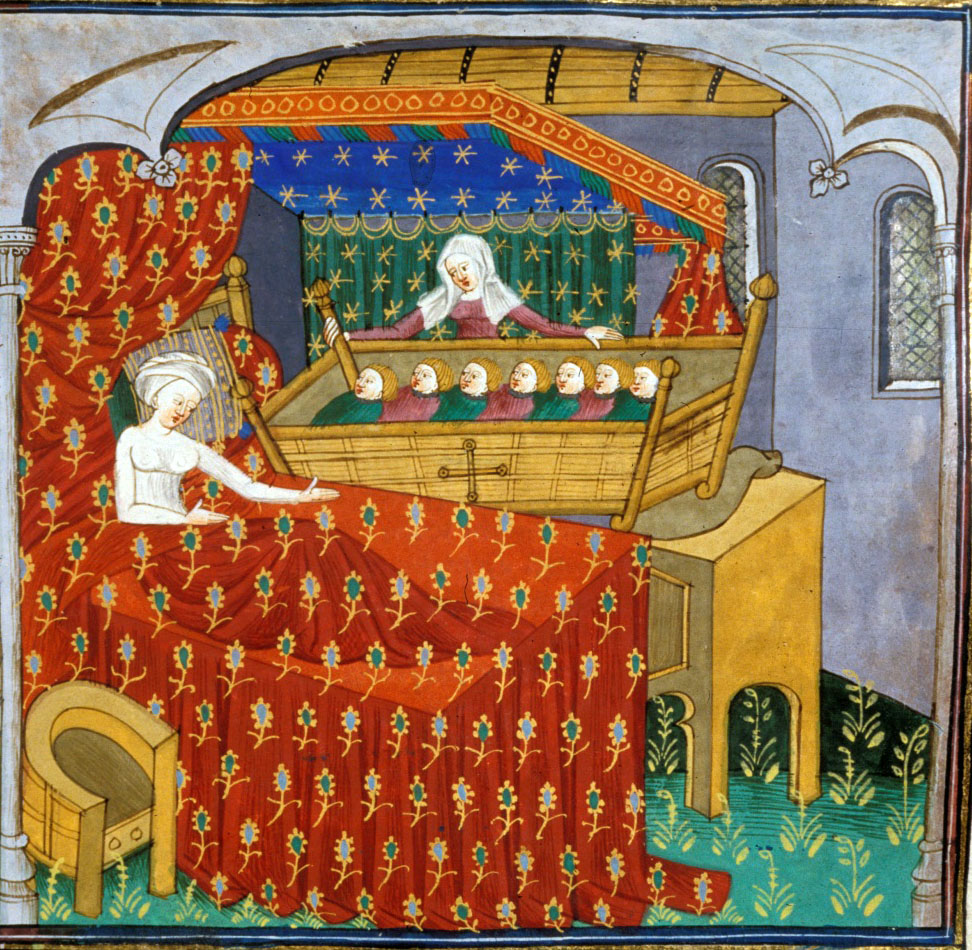
Beatrix和七個天鹅小孩，來自天鹅骑士傳奇文學

古希臘神話中的異卵雙胞胎兄弟卡斯托耳和波鲁克斯，赫拉克勒斯和伊克力斯，雙胞胎的父親不是同一個人。波鲁克斯和赫拉克勒斯是天神宙斯私生子。而他的兄弟是媽媽和凡人父親所生的兒子。另一個類似的雙胞胎姊妹是特洛伊的海伦，以及克吕泰涅斯特拉（後者也是卡斯托耳和波鲁克斯的姊妹)。在其他的神話中也有類似的情形，稱為同期異父復孕。
在中世紀歐洲的骑士文学中，例如玛丽·德·法兰西的《Le Fresne》，懷有多胞胎的婦女（一般是地位較低下的婦女）常會認為是通姦的證據，這反映了當時廣泛的想法，但最後會變成惡意的誹謗，被指控者因為有多胞胎而要被懲罰，而文學故事中的事件往艭是因為婦女想要將小孩藏起來所引發。在天鹅骑士冒險文學中也有類似的情形，在Beatrix版本的Swan-Children中，她對人嘲諷的懲罰就是同時有七個小孩，她壞心的婆婆在把小孩丟掉之前也嘲諷她。
中國對於雙胞胎中一個是男嬰，另一個是女嬰的會稱為是「龍鳳胎」。
由於多胞胎比較少見，因此現在也有人會對多胞胎有些錯誤的猜想，例如認為他們會心靈感應等。

## 多胞胎分娩有關的倫理議題
有些倫理議題和多胞胎分娩的相關技術，以及多胞胎生長的情境有關。

### 醫療輔助生育
體外人工受精（IVF）在1970年代實驗成功，是一種輔助生育的技術。在目前有在使用的醫療輔助生育技術中，體外人工受精產生多胞胎的機率最高。針對每一個卵子，利用體外人工受精的懷孕機率是60-70%。受精的方式可能是直接將精子注射到卵子內。女性若超過35歲，多胞胎的機率會上昇。體外人工受精在基因以及倫理學上都有需探討之處。體外人工受精的人，可以在無法用自然方式懷孕的情形下產下後代。但體外人工受精可能有基因特異性，可能選擇特定的基因或是特定表達性狀來產生胚胎。一方面多胞胎生育需要納入醫療保健覆蓋範圍，但這也是偏離自然選擇的生育方式，其基因也變成可以選擇，這就出現 了倫理學上的兩難。有關多胞胎，還有其他有關體外人工受精的倫理議題。多胞胎分娩因為其可能出現的併發症，對產婦或胎兒可能是有害的，併發症包括產生子宮出血，也包括胎兒無法吸收到足夠的營養，體外人工受精也造成了一些早產或新生兒體重過輕的情形。有些人認為醫療輔助生育對想生育者有非常大的幫助，也有些人認為此方式不自然，而且社會分擔的醫療成本很高。

### 多胎妊娠的減胎
多胎妊娠減胎是指從多胎妊娠的孕婦身上減少一個或多個胚胎。選擇性減胎常出現在經由醫療輔助生育懷孕的孕婦身上。最早臨床的選擇性減胎發生在1980年代。選擇性減胎的目的是要讓胚胎減到一個或兩個。此程序的簡要目的不單只是結束一個生命而已，而是增加產婦以及胎兒的生存機率。不過選擇性減胎有其倫理學上的爭議。其爭議類似墮胎爭議，是在墮胎選擇以及（被墮胎）胎兒生命權的問題。要保護母親的福祉或是新生胎兒的生命就是選擇性減胎衍生的問題。有論點認為所有的生命都是重要的，除非被終結的生命自身同意，不然生命不應該被終結。。整體而言，大部份醫療輔助生育後的選擇性減胎是為了產婦的健康，有些也為了增加其他胎兒的生存機率。

## 外部連結
- Facts About Multiples
- HFEA consultation on multiple births after IVF
- D. L. Ashliman, Multiple Births in Legend and Folklore （页面存档备份，存于）
- Twins and Multiple Births Association （页面存档备份，存于）